# Mathematical Research Institute
Pour les articles homonymes, voir MRI.
Le Mathematical Research Institute (MRI) est un institut de recherche mathématique basé à Utrecht aux Pays-Bas.

## Activités
Le MRI est reconnu par l'Académie royale néerlandaise des arts et des sciences (KNAW) comme école de recherche. Il est l'école de recherche combinée de plusieurs départements mathématiques : la Faculty of Mathematics and Natural Sciences ; la Faculty of Science, Radboud University Nijmegen ; la Faculty of EEMCS, University of Twente  et le Departement Wiskunde, Universiteit Utrecht.
En 2014 est créé le Utrecht Geometry Centre au sein de l'institut.
Il est membre de la Société mathématique européenne.